# Habronestes weelahensis
Habronestes weelahensis là một loài nhện trong họ Zodariidae.
Loài này thuộc chi Habronestes. Habronestes weelahensis được Barbara C. Baehr miêu tả năm 2003.